# Lennon Legend: The Very Best of John Lennon
Pour les articles homonymes, voir Legend.
Albums de John Lennon
Lennon (album)
(1990) John Lennon Anthology
(1998)
Albums des meilleurs succès de John Lennon
The John Lennon Collection
(1982) Instant Karma: All-Time Greatest Hits
(2002)
Lennon Legend: The Very Best of John Lennon est un album compilation des meilleurs succès de John Lennon, sorti à l’automne 1997 sur l'étiquette Parlophone.

## Parution
Publié en remplacement de la compilation The John Lennon Collection, parue en 1982, cette collection de vingt titres y est très similaire. Seize chansons sont communes, mais placés dans un ordre différent, tandis que les chansons I'm Losing You, Dear Yoko et Move Over Ms. L sont remplacées ici par Mother, Working Class Hero, Nobody Told Me et Borrowed Time. Ces deux dernières n'avaient été publiées qu'en 1984 sur son album posthume Milk and Honey.

## Titres
La sortie originelle est notée entre parenthèses; le symbole ƒA represente la face A d'un single.
1. Imagine (Imagine) - 3:04
2. Instant Karma! (ƒA) - 3:21
3. Mother (Version du single - ƒA) - 3:55
4. Jealous Guy (Imagine) - 4:16
5. Power to the People (ƒA) - 3:19
6. Cold Turkey (ƒA) - 5:01
7. Love (John Lennon/Plastic Ono Band) - 3:23
8. Mind Games (Mind Games) - 4:13
9. Whatever Gets You Thru The Night (Walls and Bridges) - 3:21
10. #9 Dream (Walls and Bridges) - 4:48
11. Stand By Me (Rock 'n' Roll) - 3:28
12. (Just Like) Starting Over (Double Fantasy) - 3:56
13. Woman (Double Fantasy) - 3:28
14. Beautiful Boy (Darling Boy) (Double Fantasy) - 4:01
15. Watching the Wheels (Double Fantasy) - 3:32
16. Nobody Told Me (Milk and Honey) - 3:35
17. Borrowed Time (Milk and Honey) - 4:31
18. Working Class Hero (John Lennon/Plastic Ono Band) - 3:51
19. Happy Xmas (War Is Over) (ƒA) - 3:35
20. Give Peace A Chance (ƒA) - 4:51

## Classement
| Classement (1975)             | Meilleure position |
| ----------------------------- | ------------------ |
| Royaume-Uni (UK Albums Chart) | 4                  |
| États-Unis (Billboard)        | 65                 |
| France (IFOP)                 | 7                  |